# Argestina karta
Argestina karta är en fjärilsart som beskrevs av Riley 1922. Argestina karta ingår i släktet Argestina och familjen praktfjärilar. Inga underarter finns listade i Catalogue of Life.